# Oldambt
Oldambt és un municipi de la província de Groningen, al nord dels Països Baixos. Fou creat l'1 de gener del 2010 de la fusió dels antics municipis de Winschoten, Reiderland i Scheemda. El centre administratiu es troba a Winschoten.

## Composició
Oldambt inclou els següents centres de població:
- Blauwe Stad, no assentament habitat des de 2007, enmig de les fronteres dels tres antics municipis,
- Reiderland, inclosos Bad Nieuweschans, Beerta, Drieborg, Finsterwolde i Nieuw-Beerta,
- Scheemda, inclosos Heiligerlee, Midwolda, Nieuw Scheemda, Nieuwolda, Oostwold i Westerlee.
- Winschoten